# 新潟県東部産業団地
新潟県東部産業団地（にいがたとうぶさんぎょうだんち）は新潟県阿賀野市にある工業団地である。新潟県企業局が産業団地を整備しており、この産業団地を企業へ分譲することで、産業構造の高度化や人口の定住化など、地域社会の活性化を図ることを目的に、県内の3地区で県営産業団地の開発を行っている。東部産業団地の他に南部産業団地、中部産業団地がある。
1999年（平成11年）より造成が進められ、2003年（平成15年）に竣工となった。

## 用地
総面積や内訳は以下の通りであり区画を24に分けて分譲している。また、2010年3月31日現在で分譲されている面積は約100haであり、残りの分譲可能面積は約96ヘクタールである。
- 総面積…126.5ha
  - 内訳
工場用地…100.0ha　　
中心施設用地…0.8ha

## 優遇制度
2010年4月1日から新たな優遇制度が創設された。10年間、土地に対するコストがかからないというものである。内容は、企業が土地所有者である新潟県企業局と事業用定期借地契約を結び、毎年リース料を支払い、そのリース料を全額、阿賀野市が助成するというものである。これにより、企業にとっての次のメリットが生まれる。
- 初期投資が大幅に抑えられる。（土地購入費が当面必要ない。）
- 土地に対するランニングコストが実質ゼロである。（リース料が実質かからないうえに、固定資産税がかからない。）

阿賀野市の詳細な優遇制度は
阿賀野市企業誘致優遇制度

## 新潟東部太陽光発電所
県が進める「新潟版グリーンニューディール政策」の一環として団地内に整備が行われた。
- 規模
  - 1号系列　1MW（1,000kW）、年間発電量992MWh、2011年10月運転開始[3]
  - 2号系列　1MW（1,000kW）、年間発電量1,125MWh、2012年7月運転開始[3]　　　　　　　　　　　　　　　　　　　
  - 3号系列　15MW（15,000kW）、年間発電量20,732MWh、2015年7月運転開始[3]

　　　
メガソーラー発電所の詳細は#外部リンクを参照。

## 進出企業
2010年3月31日現在の企業進出企業が占める面積率は約4%で南部産業団地、中部産業団地、東部産業団地の3地区の中で最も低い。また、進出企業数は7社、業種は、製造業、運輸業等で進出企業は以下のとおりである。
- 真丸特殊紙業（株）
- （株）クボ製作所
- （有）マルセンクラフト
- 新潟センチュリー（株）
- （有）ブライト
- （株）都市環境

## アクセス
磐越自動車道安田ICから4.2kmであり、国道49号が近くを通っているため自動車でのアクセスは確保されている。当団地へのアクセスを担う阿賀野バイパスも2019年現在建設が進められている。
上越新幹線新潟駅から26km（車で約30分）、新潟空港から31.2km（車で約35分）、新潟東港から37.5km（車で約45分）の距離である。
しかし団地内に乗り入れる公共交通は無く、新潟交通観光バス「上寺社」バス停が国道49号線沿いにあるほか、阿賀野市営バスのバス停が周辺に点在している程度である。